# ドゥルガーム・イスマーイール
ドゥルガーム・イスマーイール（アラビア語: ضرغام اسماعيل、Dhurgham Ismail、1994年5月23日 - ）は、 イラクのプロサッカー選手。アル・ショルタSC所属、ポジションはディフェンダー。
日本語ではドゥルガム・イスマイル、ドゥルガム・イスマエルと表記されることがある。

## 来歴

### 代表
2013 FIFA U-20ワールドカップ4位の時のメンバーである。
AFCアジアカップ2015では先発フル出場を果たした。

## 獲得タイトル

### クラブ
アル・ショルタ
- イラク・プレミアリーグ:2012-13, 2013-14

チャイクル・リゼスポル
- TFF1.リグ:2017-18

### 個人
フォーフォーツーの年間アジアベストプレイヤー50に選ばれた。
アジアカップ2015のベストイレブンに選出された。